# Pique-nique à Hanging Rock
Pour plus de détails, voir Fiche technique et Distribution.
Pique-Nique À Hanging Rock (anglais: Picnic At Hanging Rock) est un film de mystère australien réalisé par Peter Weir, sorti en 1975. Il s'agit d'une adaptation du roman du même nom de Joan Lindsay publié en 1967.
Le film est un succès critique et public, notamment en Australie, le premier de la carrière de Peter Weir.

## Synopsis

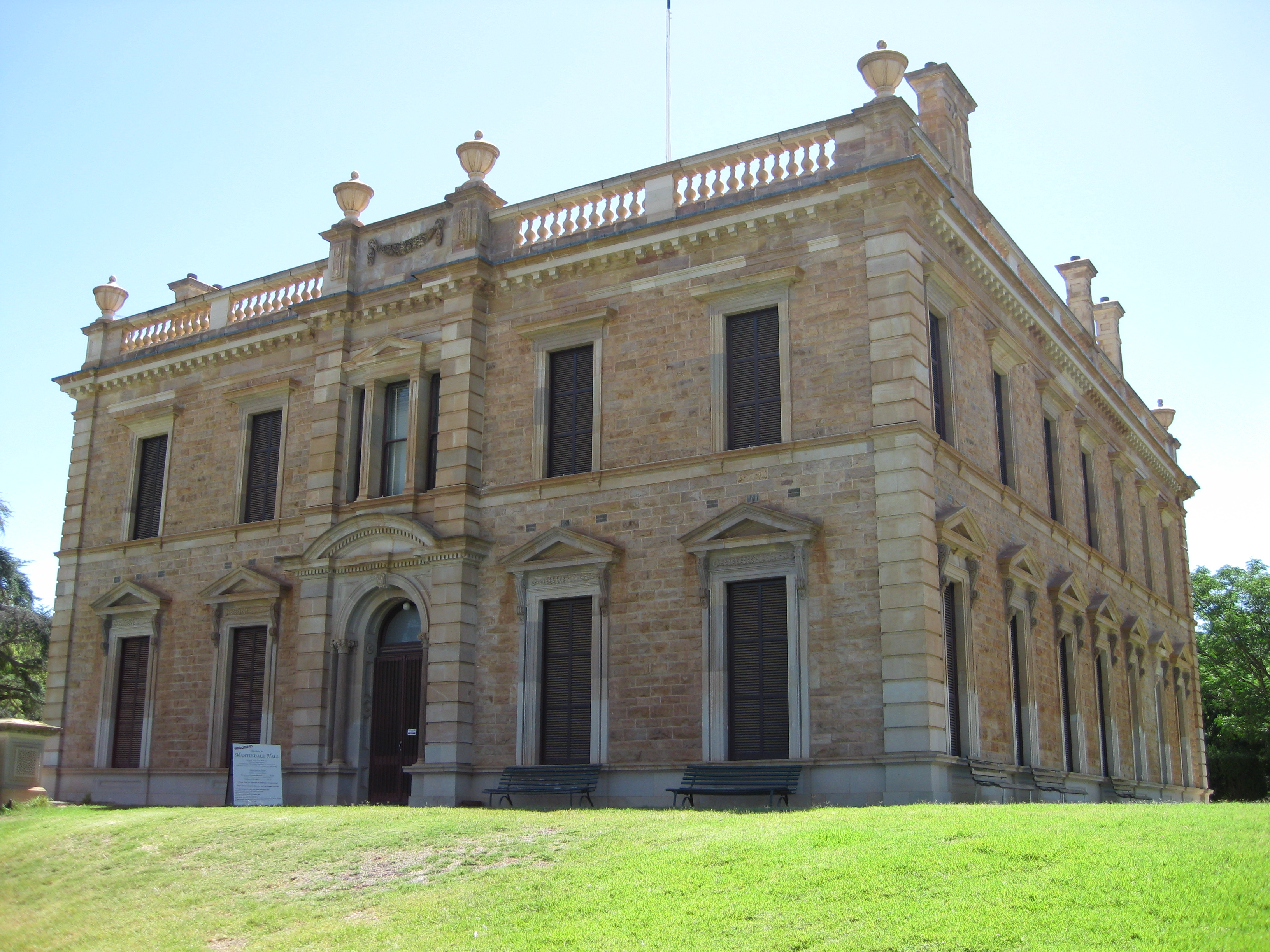
Martindale Hall (près de Mintaro, Australie-Méridionale), filmé lors des vues extérieures comme l'école privée de jeunes filles Appleyard Hall.

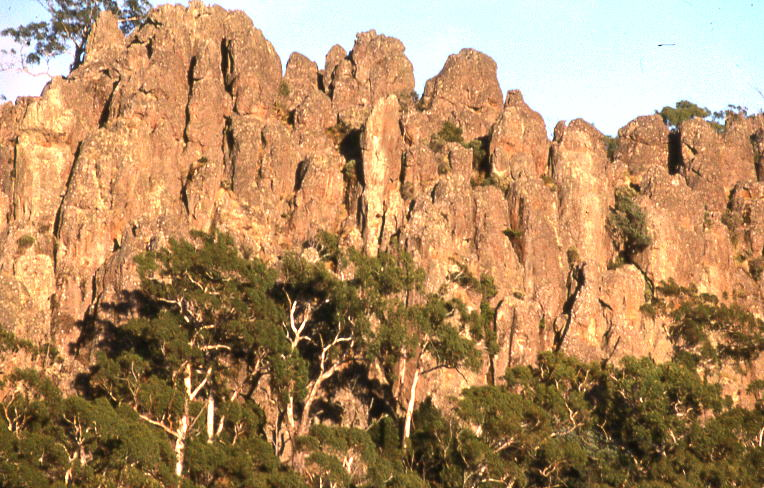
Hanging Rock

Australie, 1900. Les élèves d'une école privée pour jeunes filles partent en pique-nique au pied de Hanging Rock, une immense formation rocheuse de l'État du Victoria, jadis lieu de culte aborigène. Alors que le soleil est à son zénith et que les filles s'abandonnent à la torpeur de l'après-midi, quatre d'entre elles s'aventurent dans un étroit défilé rocailleux, comme appelées irrésistiblement par le rocher. Hormis une ingénue qui s'enfuit, prise de panique, les trois autres pénètrent dans une cavité et disparaissent, en même temps qu'une de leurs enseignantes. Des recherches et des battues sont organisées pour les retrouver. Irma est retrouvée vivante mais amnésique.

## Fiche technique
- Titre français : Pique-nique à Hanging Rock (ou Picnic à Hanging Rock sur certaines affiches[1])
- Titre original : Picnic at Hanging Rock
- Réalisation : Peter Weir
- Scénario : Cliff Green, d'après le roman Pique-nique à Hanging Rock de Joan Lindsay
- Musique : Bruce Smeaton et Gheorghe Zamfir
- Photographie : Russell Boyd, assisté de John Seale (cadreur, non crédité)
- Costumes : Judith Dorsman
- Production : Patricia Lovell
- Sociétés de production : British Empire Films, South Australian Film Corporation, The Australian Film Commission, McElroy & McElroy et Picnic Productions
- Société de distribution : Greater Union Organisation (Australie)
- Pays d'origine :  Australie
- Langue originale : anglais
- Genre : drame
- Durée : 115 minutes, 107 minutes (director's cut 1998)
- Dates de sortie[2] :
  - Australie : 8 août 1975
  - France : 30 mars 1977 ; 12 août 2009 (ressortie)

## Distribution

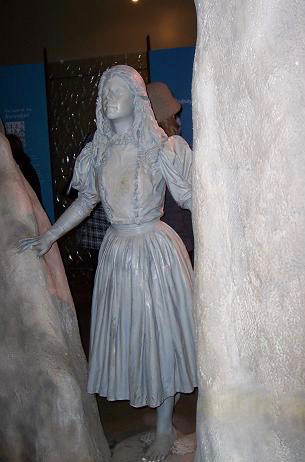
Statue de Miranda, centre d'accueil des visiteurs de Hanging Rock.

- Rachel Roberts : Madame Appleyard, la directrice de l'école
- Helen Morse : Mademoiselle de Poitiers
- Dominic Guard : Michael Fitzhubert, le jeune Anglais
- John Jarratt : Albert Crundall
- Vivean Gray : Madame McCraw, la professeur de mathématiques
- Kirsty Child : Madame Lumley, une enseignante
- Tony Llewellyn-Jones : Tom, le valet des Fitzhubert
- Jacki Weaver : Minnie, la bonne à l'école
- Anne-Louise Lambert : Miranda, l'une des disparues
- Karen Robson : Irma, la jeune fille retrouvée
- Wyn Roberts : le sergent Bumpher, qui enquête sur la disparition (Eddy Frogeais VF)
- Margaret Nelson : Sara Waybourne, l'orpheline

## Production

### Tournage
Le tournage a lieu en dans les États de Victoria (Woodend, Mount Macedon) en Australie-Méridionale (Adélaïde, Adelaide Hills, Mintaro, Strathalbyn, Stirling, Norwood).

## Distinctions
| Cérémonie                                | Prix                   | Personnalité nommée | Résultat   |
| ---------------------------------------- | ---------------------- | ------------------- | ---------- |
| AACTA Award 1976                         | meilleur film          | Hal et Jim McElroy  | Nomination |
| AACTA Award 1976                         | meilleur réalisateur   | Peter Weir          | Nomination |
| AACTA Award 1976                         | meilleure actrice      | Helen Morse         | Nomination |
| British Society of Cinematographer Award | meilleure photographie | Russell Boyd        | Nomination |
| BAFTA Award 1977                         | meilleure photographie | Russell Boyd        | Lauréat    |
| BAFTA Award 1977                         | meilleurs costumes     | Judith Dorsman      | Nomination |
| BAFTA Award 1977                         | meilleur son           | meilleur son        | Nomination |
| Saturn Awards 1979                       | meilleur scénario      | Cliff Green         | Nomination |
| Saturn Awards 1979                       | meilleure photographie | Russell Boyd        | Lauréat    |

## Citation
La première réplique du film est une version modifiée de vers d'Edgar Allan Poe tirés de A Dream Within A Dream : « What we see or what we seem are but a dream, a dream within a dream » (« Un rêve dans un rêve : Tout ce que nous voyons ou paraissons n’est rien d'autre qu’un rêve, un rêve à l'intérieur d'un autre rêve ».

## Autour du film
Sofia Coppola s'est en partie inspirée de l'atmosphère de ce film pour son premier long métrage Virgin Suicides, ainsi que pour son film Marie-Antoinette.
À partir de 2018, la chaîne australienne Showcase diffuse une minisérie basée sur le roman, reprise en France par Canal+.